# Максаковка
Максаковка — деревня в Нижнеингашском районе Красноярского края. Входит в состав Ивановского сельсовета.

## География
Деревня находится в восточной части Красноярского края, в пределах таёжной лесорастительной зоны, к северу от реки Куруп, при автодороге 04Н-689, на расстоянии приблизительно 4 км (по прямой) к северу от Нижнего Ингаша, административного центра района. Абсолютная высота — 296 м над уровнем моря.
Климат
Климат характеризуется как резко континентальный, с продолжительной морозной малоснежной зимой и коротким жарким летом. Зима продолжается в течение 6-7 месяцев. Абсолютный минимум температуры воздуха составляет −51 °C (по данным метеостанции г. Канск). Продолжительность периода с температурой более 10 °C составляет 100—110 дней. Среднегодовое количество атмосферных осадков составляет 484 мм.

## История
Основана в 1863 году. По данным 1926 года в выселке Максакова имелось 25 хозяйств и проживало 116 человек (60 мужчин и 56 женщин). В национальном составе населения того периода преобладали русские. В административном отношении входила в состав Нижне-Ингашского сельсовета Нижне-Ингашского района Канского округа Сибирского края.

## Население
| 2010 |
| ---- |
| 170  |

Половой состав
По данным Всероссийской переписи населения 2010 года, в гендерной структуре населения мужчины составляли 50 %, женщины — соответственно также 50 %.
Национальный состав
Согласно результатам переписи 2002 года, в национальной структуре населения русские составляли 96 % из 183 чел.